# نوزمو كاناكتشي
نوزٌمو كاناگُتشي (باليابانية: 金口 望) (8 سبتمبر 1981 في كيوتو في اليابان – )؛ هو لاعب كرة قدم ياباني سابق كان يلعب كلاعب وسط.

## وصلات خارجية
- نوزمو كاناكتشي على موقع رابطة كرة القدم اليابانية للمحترفين (اليابانية)